# Кумпекеев, Ануар Каиргельдыевич
Ануар Каиргельдыевич Кумпекеев (каз. Әнуар Қайыргелдіұлы Күмпекеев; род. 16 июня 1984, Павлодар, Казахская ССР) — казахстанский государственный деятель. Аким городов Степногорска (2015—2018), Павлодара (2018—2019) и Кокшетау (с ноября 2024 года).

## Биография
Родился 11 июня 1984 года в городе Павлодаре.
В 2005 году окончил Московский государственный университет имени М. В. Ломоносова по квалификации бакалавр экономики.
Является выпускником международной стипендии Президента Республики Казахстан «Болашак»: в 2007 году получил степень магистра экономической политики в Брадфордском университете (Великобритания).
В 2016 году окончил Кокшетауский государственный университет им. Ш.Уалиханова по специальности «Строительство».
В 2024 году окончил Европейскую бизнес-школу (Швейцария) со степенью Магистр делового администрирования.
Владеет казахским, русским и английским языками.
Трудовую деятельность начал в 2005 году ведущим специалистом департамента экономики и финансов Министерства здравоохранения Республики Казахстан (сентябрь 2005 — июль 2006).
С октября 2007 по сентябрь 2008 года — директор департамента маркетинга и коммерциализации, директор департамента стратегического развития РГП «Национальный центр биотехнологий Республики Казахстан» (Астана).
С сентября 2008 по декабрь 2009 года — занимал руководящие должности в коммерческих структурах в городе Астане.
С декабря 2009 по июль 2012 года — директор департамента научно-технической политики и нормирования, управляющий директор — член правления АО «Казахстанский центр модернизации и развития ЖКХ» (Астана).
С июля 2012 по май 2015 года — заместитель акима города Степногорска Акмолинской области (курируемые направления: строительство, архитектура, энергетика, ЖКХ, транспорт, автомобильные дороги, земельные отношения).
С мая 2015 по август 2018 года занимал должность акима города Степногорска.
С 22 августа 2018 года по 10 июля 2019 года — аким города Павлодар
С октября 2019 года по октябрь 2020 года занимал должность советника председателя правления АО «Транстелеком».
С октября 2020 по август 2024 года занимал пост заместителя председателя правления по развитию регионального бизнеса АО «Транстелеком».
С августа 2024 года по ноябрь 2024 года занимал пост советника акима Акмолинской области.
С 9 ноября 2024 года — аким города Кокшетау.

## Награды
- Медаль «20 лет Конституции Республики Казахстан» (2015)
- Медаль «25 лет независимости Республики Казахстан» (2016)
- Юбилейная медаль «20 лет Астане» (2018)
- Медаль «25 лет Конституции Республики Казахстан» (2020)